# Allie Goodbun
Allison Grace Goodbun (Woodstock, Ontario, Canadá; 27 de abril de 1999) es una actriz y bailarina canadiense.

## Biografía
Allison Grace Goodbun nació en Woodstock, Ontario, Canadá el 27 de abril de 1999. Empezó a bailar a los 5 años de edad, y su primer solo fue un de hip-hop para «Single Ladies» de Beyoncé. Goodbun participó en varios musicales escolares.
En 2016 fue contratada para un papel protagonista en la serie de televisión canadiense del canal Family Channel The Next Step, interpretando a Cassie, una bailarina del estudio del mismo nombre: allí comparte protagonismo con los actores Brittany Raymond, Shelby Bain, Giuseppe Bausilio, entre otros.

## Vida personal
Allison es hija de John y Jill y tiene un hermano pequeño llamado Ben.

## Filmografía

### Televisión
| Año     | Título                    | Personaje | Notas        |
| ------- | ------------------------- | --------- | ------------ |
| 2016-17 | The Next Step             | Cassie    | 31 episodios |
| 2019-21 | What We Do in the Shadows | Bailarina | 2 episodios  |